# 拉凯莱·巴尔别里
拉凯莱·巴尔别里（義大利語：Rachele Barbieri，1997年2月21日—），意大利女子自行车运动员，2017年世界场地自行车锦标赛女子捕捉赛金牌得主、2022年世界场地自行车锦标赛女子淘汰赛银牌得主。